# Esther Ouwehand
Esther Ouwehand, née le 10 juin 1976 à Katwijk (Hollande-Méridionale), est une femme politique néerlandaise.
Membre du Parti pour les animaux (PvdD), elle devient représentante à la Seconde Chambre à la suite des élections législatives de 2006, avec une brève interruption entre 2015 et 2016 pour raisons médicales. En 2019, elle succède à la démissionnaire Marianne Thieme en tant que chef de parti et présidente de groupe parlementaire.

## Biographie

### Jeunesse et carrière privée
Issue d'un milieu ouvrier, Esther Ouwehand étudie la politique publique, la communication et l'organisation à l'université libre d'Amsterdam, sans obtenir de diplôme. Elle est par la suite directrice du marketing chez un éditeur de magazines jeunesse et travaille dans l'aide à l'adolescence.

### Engagement politique
Son engagement pour la protection des animaux commence à l'adolescence après avoir vu un reportage sur le transport et l'abattage des animaux. « Seul un psychopathe ne réagirait pas à cela, mais nous avons tous un énorme talent pour nous trouver des excuses » , estime-t-elle.
En 2004, elle devient coordinatrice du bureau du Parti pour les animaux. En 2006, elle est élue à la Seconde Chambre des États généraux au côté de Marianne Thieme. Elle subit, comme sa collègue, des moqueries et quolibets sexistes de certains parlementaires
Entre 2015 et 2016, nécessitant des soins médicaux, elle est remplacée au Parlement par Frank Wassenberg. En 2019, elle succède Thieme à la direction du PvdD, dont elle mène la liste aux élections législatives de 2021, ce qui est confirmé en 2020 lors d'un congrès du parti.

### Vie privée
Esther Ouwehand est mariée et habite à Leyde. D'origine protestante, elle a aujourd'hui une conviction agnostique. Elle est végétarienne.